# Ialís
Ialís (en grec antic: Ἰάλυσος, llatí: Ialȳsus) és l'heroi epònim de la ciutat de Ialisos, a l'illa de Rodes. Per part del seu pare, Cèrcaf, és descendent d'Hèlios i de la nimfa Rode. Casat amb Dotis, va tenir una filla, Sime, epònima de l'illa del mateix nom, situada entre Rodes i Cnidos.
Quan va morir Cèrcaf, el van succeir els seus fills, Ialís, Camir i Lindos, que van dividir el territori en tres parts i van fundar les ciutats capitals de cada una, a les quals van donar els seus propis nom. Ialís seria el fundador de Ialisos, de la qual es conserven encara restes, i que és esmentada per Homer, atès que els seus habitants van anar a la guerra de Troia. A Ialisos hi van viure també els terribles telquins, que després van rebre honors a la ciutat.
Ialís es caracteritzava per la seva intel·ligència, i va ser el personatge principal d'una pintura de Protògenes. Aquesta pintura va ser molt admirada en la seva època i és coneguda l'admiració que li tenia el pintor Apel·les.